# تلیله سفید
تلیله سفید (نام علمی: Calidris alba) از سرده تلیله‌ها می‌باشد که در سال ۱۷۶۴ توصیف علمی شد. این پرنده بیشتر در منطقه شمالگان زندگی می‌کند. در فصل زمستان این پرنده به آمریکای جنوبی، استرالیا، اروپای جنوبی و آفریقا مهاجرت می‌کند. طول این پرنده ۱۸ تا ۲۰ سانتی‌متر است.

## نگارخانه

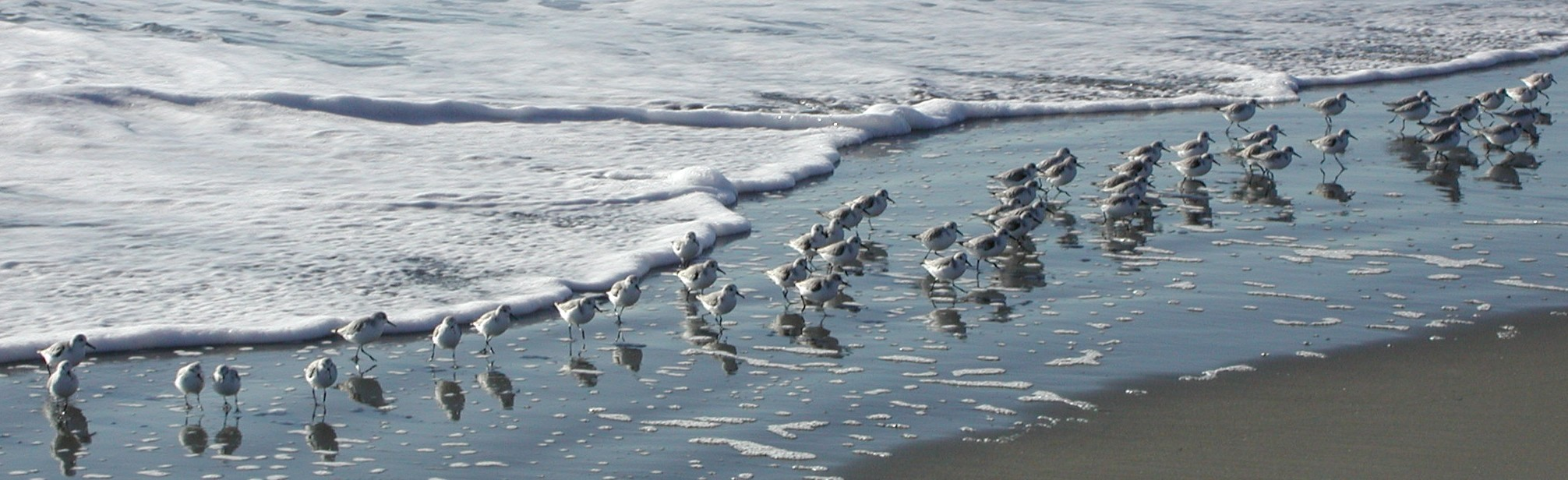
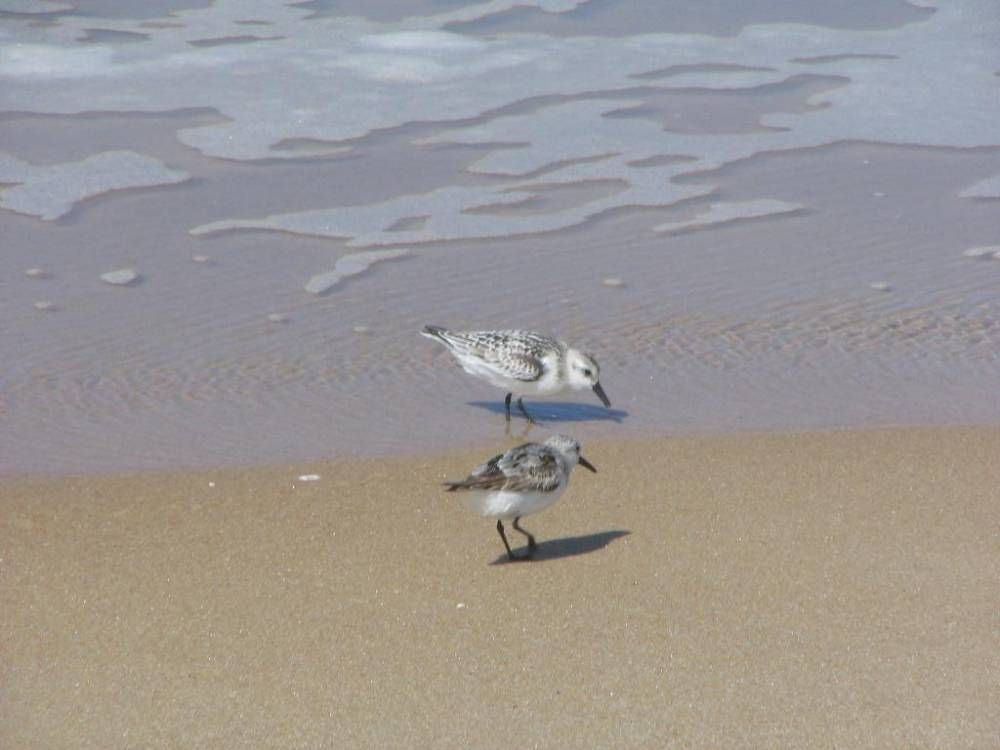
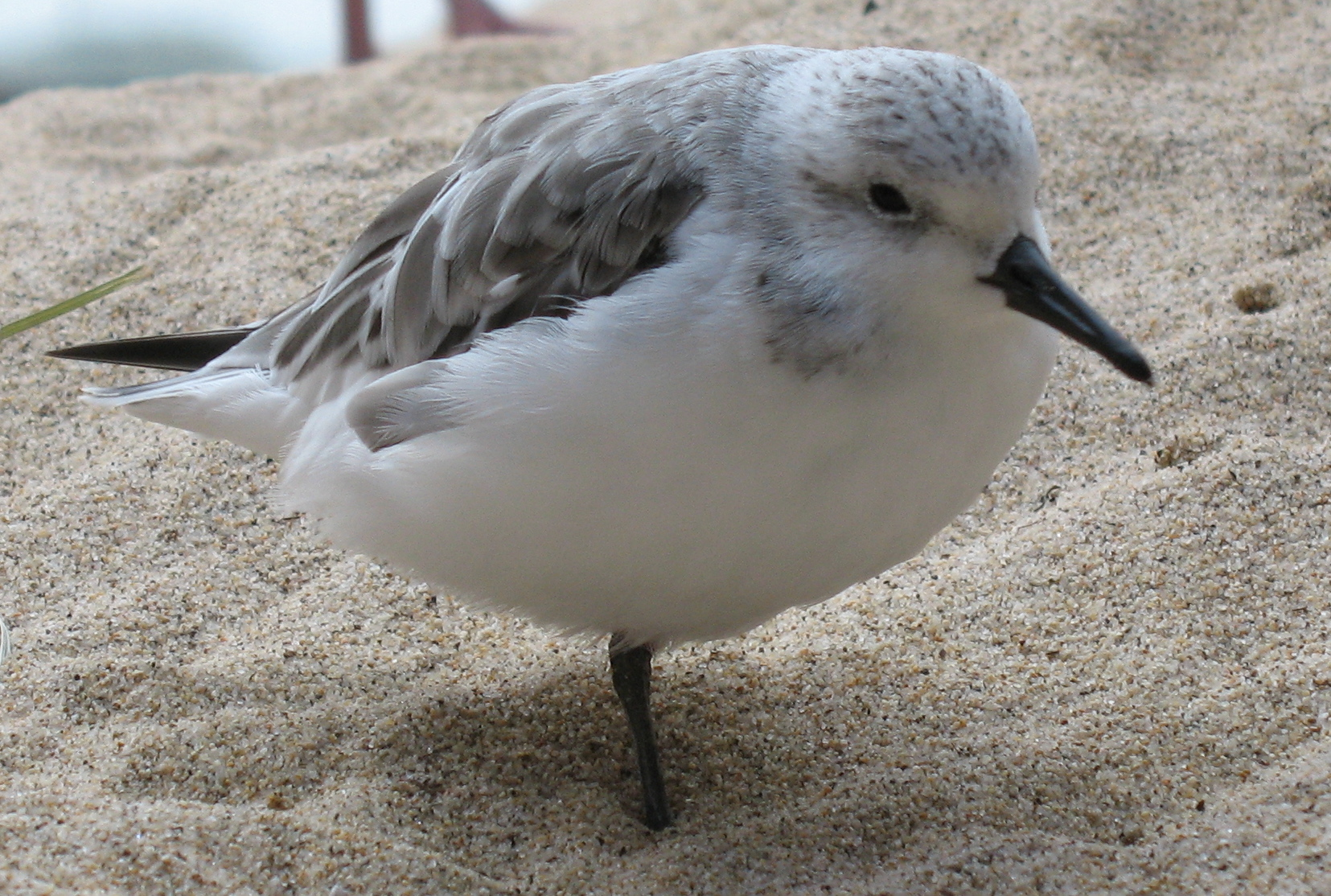
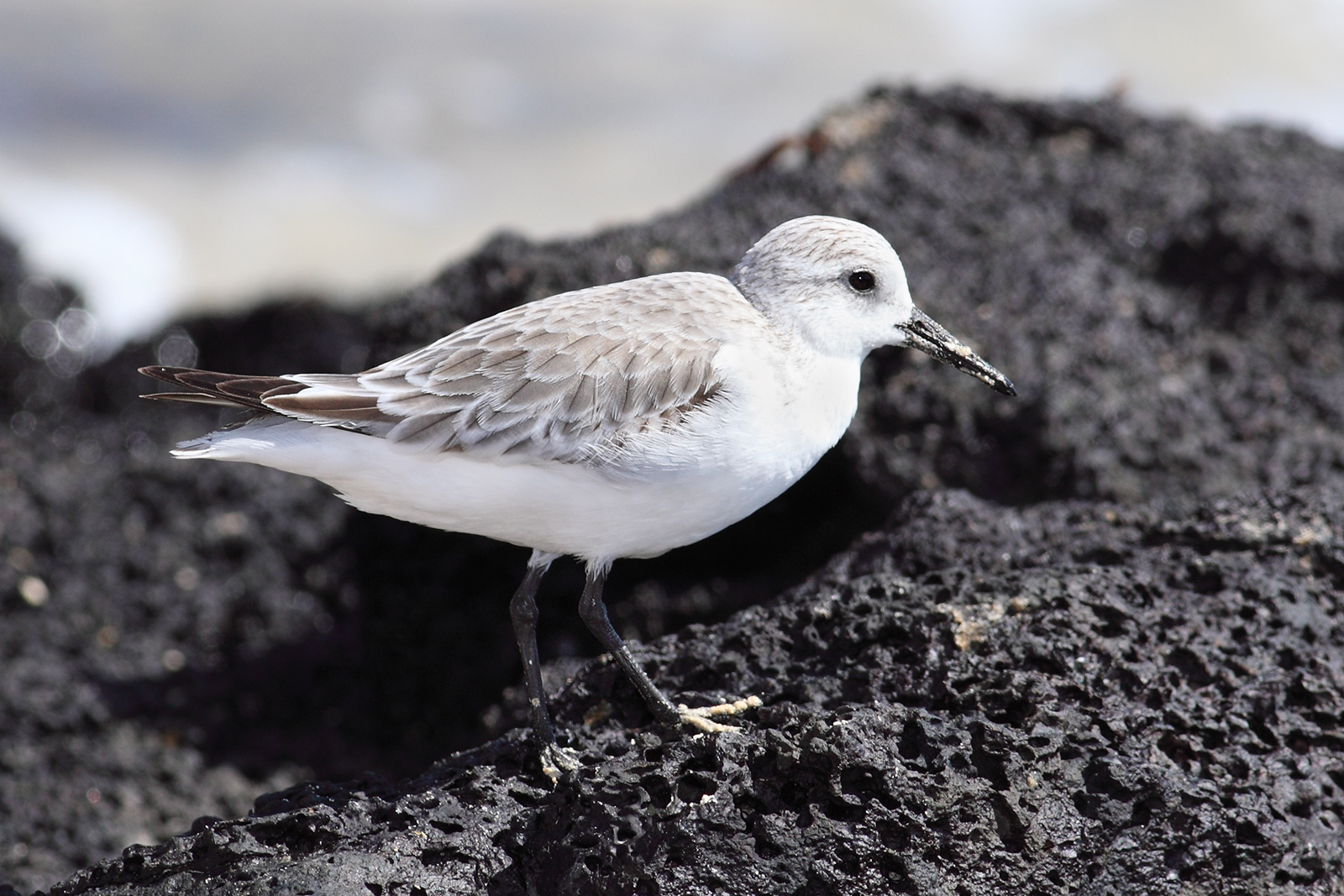
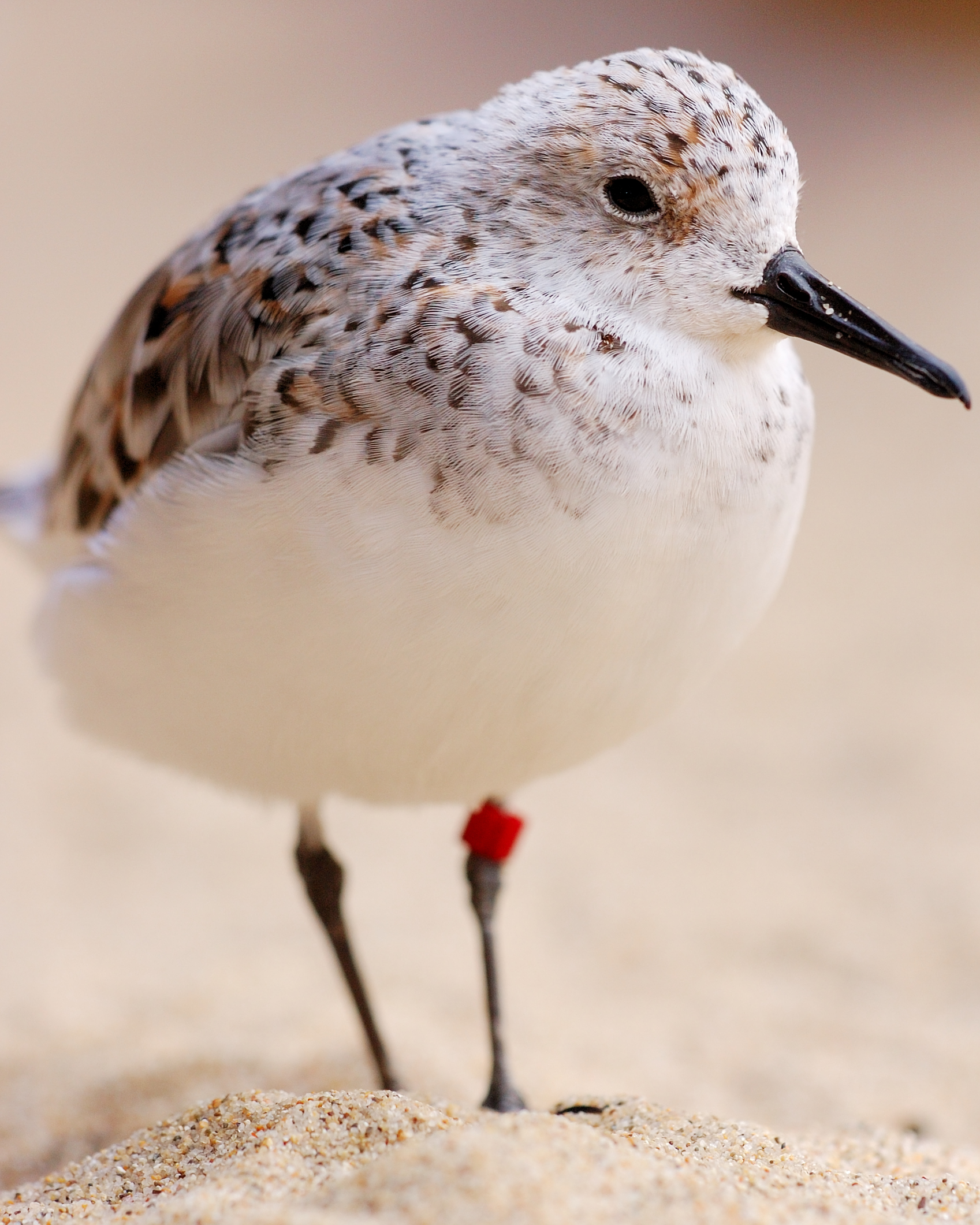
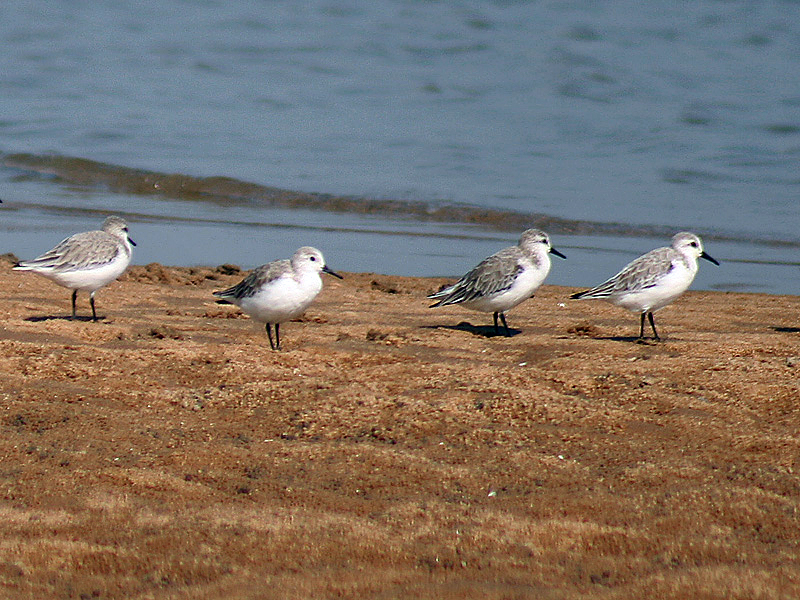
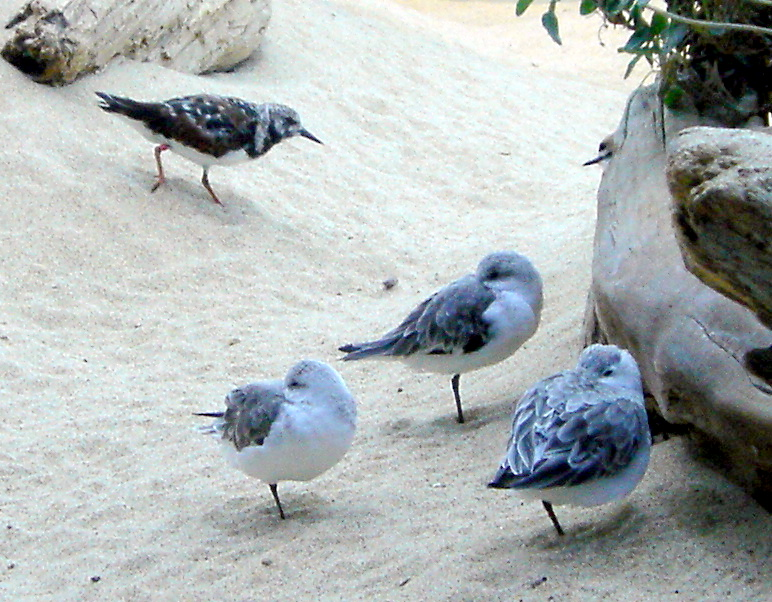
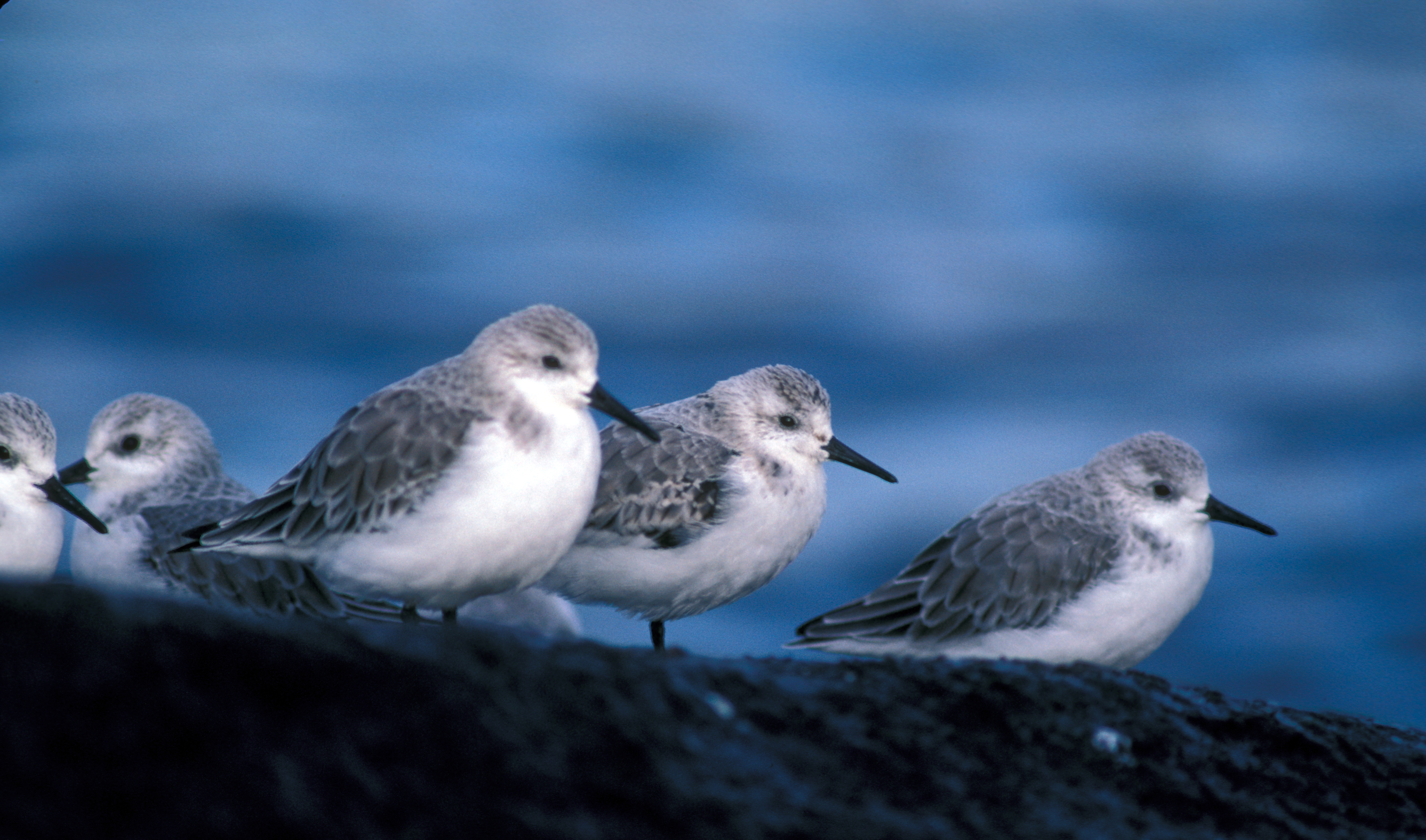
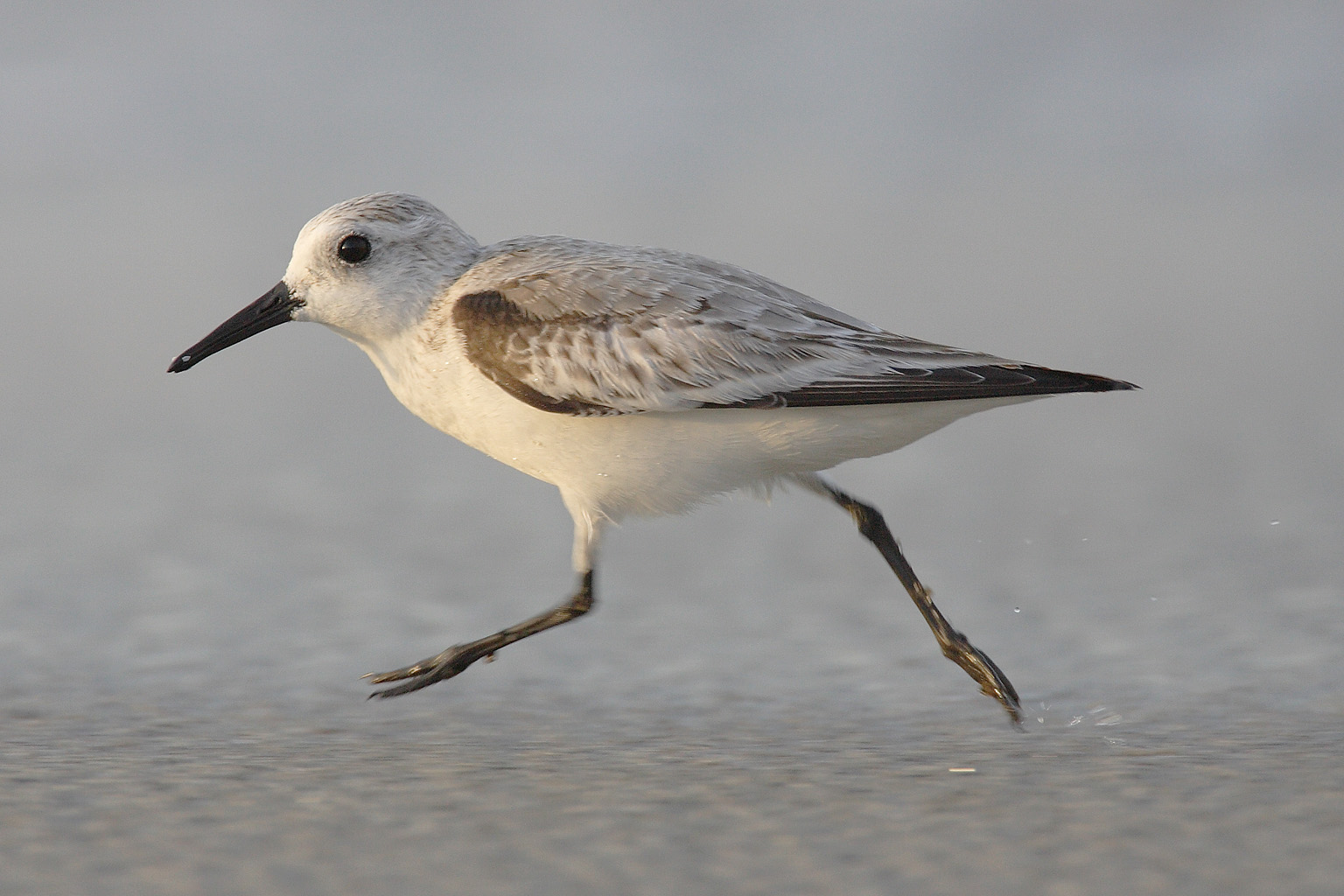